# Bend Naba
Le Bend Naaba est le chef des tambours ou chef parleur à la cour du Naaba dans la tradition de transmission orale des savoirs chez les Mossi dans l'actuel Burkina Faso.

## Rôle dans la société Mossi
Le Bend Naaba et les griots de la Cour sont détenteurs d'une tradition orale. Cette tradition loue les rois Mossi et perpétue le souvenir des durées de règnes de chaque Moogho Naaba.

### Transmission des savoirs, du patrimoine et des généalogies
| Vidéos externes |                                                                            |
|                 | Interview et explications du rôle vital du jeu des tambours en terre Mossi |
|                 | Documentaire La mort du Mogho Naaba Sagha II roi Mossi a 1957 (Jean Rouch) |

Le Bend Naaba fait partie d'institutions traditionnelles, qui transmet les données historiques. Le groupe dirigeant - ici le Moro Naaba pour la société Mossi -  détient les traditions officielles. Sa transmission est assurée par des spécialistes qui utilisent des moyens mnémotechniques - en général le chant - pour se rappeler l'ensemble des textes à apprendre. La récitation en privé - quelquefois sous le contrôle de collègues - ou l'obligation de déclamer des généalogies fait partie du rituel cultuel quotidien du Bend Naaba.
La performance publique est par contre associée à une cérémonie majeure. Le Bend Naaba peut officier comme généalogiste, tambourineurs de chefs ou de rois, gardiens de tombeaux, prêtres de cultes nationaux...

## Description du jeu
En tant que chef d'orchestre; le Bend Naaba raconte les dynasties des rois et fait l'éloge de ces derniers; vantant les mérites de certains chasseurs en jouant ("faisant parler") son instrument.

### Place dans l'orchestre
Le Bend Naaba, en tant que chef de l'orchestre, se place en général au centre de la ligne formée par l'orchestre.

### Les rôles et jeux du Bend Naaba
Le Bend Naaba, chef des musiciens à la cour du roi; le Naaba, conduit un orchestre composé entre autres d'instruments à percussion tels des tambours (binha), timbales; d'instruments à cordes tels des luths parleuses (Bissa) et autres sortes instruments.